# 酒店房租稅
酒店房租稅 （英語：Hotel Accommodation Tax）是香港一種稅項，規定香港所有酒店及招待所須按住客所付房租繳納稅款。
由1966年7月1日首次實施至2008年6月30日期間酒店房租稅稅率為客人所付房租的3%。自2008年7月1日起，香港政府暫時免收酒店房租稅，稅率調低為客人所付房租的0%。2025年1月1日起恢復徵收，稅率回復為3%。

## 資料來源
- 稅務局